# Патрік Лопес
Патрік Лопес (ісп. Patrick López; нар. 17 березня 1978, Кохедес) — венесуельський професійний боксер, чемпіон Панамериканських, Південноамериканських ігор та Ігор Центральної Америки і Карибського басейну.

## Аматорська кар'єра
1999 року Патрік Лопес завоював бронзову медаль на Панамериканських іграх в категорії до 60 кг, програвши у півфіналі Маріо Кінделану (Куба) — 2-11.
На Олімпійських іграх 2000 переміг у першому бою Нормана Шустера (Німеччина) — 24-10, а в другому достроково програв Олександру Малетіну (Росія).
2002 року спочатку став чемпіоном Південноамериканських ігор, а потім і Ігор Центральної Америки і Карибського басейну в категорії до 63,5 кг.
2003 року, здобувши чотири перемоги, став чемпіоном Панамериканських ігор в категорії до 64 кг.
На Олімпійських іграх 2004 програв у першому бою Мікеле ді Рокко (Італія) — 30-37.

## Професіональна кар'єра
Впродовж 2004—2022 років провів 47 боїв переважно у Венесуелі проти суперників невисокого рівня.